# Parlar tradicional de Palma
El parlar tradicional de Palma fa referència a la varietat de català parlada tradicionalment a la ciutat de Mallorca. Es tracta d'un parlar de característiques heterogènies i en un procés de canvi tan accelerat que els trets que el caracteritzaven són en vies de descomparèixer.

## Factors socials, històrics i geogràfics
La ciutat de Palma, històricament, estava formada per un nucli urbà amuradat (el centre), qualque raval (com el Jonquet o els Hostalets d'en Canyelles) i una gran extensió agrícola (tota la zona regada per la font de la Vila i tot el Prat de Sant Jordi). Així doncs, no tot el terme de la capital era urbà, fet que condiciona la sociologia de la població i, en conseqüència, llur parlar.
El parlar tradicional de Palma es constituí, al llarg dels segles, com un dels trets d'identitat dels palmesans que els distingien de la gent de la part forana. La percepció que existia una diferència social entre els mallorquins urbans i els mallorquins rurals fou el motiu que conduí uns i altres a fer de llur parla un símbol que els identificava com a grup social. Diversos fenòmens d'ultracorrecció semblen indicar que els palmesans miraven d'evitar aquells trets que associaven als habitants de fora de la ciutat. No obstant això, atès que al terme de Palma també hi havia zones rurals, el parlar tradicional de Palma no era una realitat homogènia, ans variava en funció de la barriada; i encara ho feu més quan, al llarg dels segles XIX i xx, començaren a aparèixer tot un seguit de nuclis nous com Sant Jordi, Son Ferriol, Gènova, el Viver i totes les barriades resultants de l'enderrocament de les murades i el bastiment de l'eixample de Palma. Totes aquestes noves poblacions nasqueren amb gent fonamentalment de Palma, però també d'altres localitats: per exemple, el poblament de Sant Jordi prové de les viles de Llucmajor i Algaida. Així doncs, el parlar tradicional de Palma variava força en funció del barri: si era urbà o rural, si els seus habitants provenien de Palma o d'altres viles i, en definitiva, del propi parlant. Una de les barriades on prengueren més força tots els trets del palmesà fou la de Santa Catalina (el catalinero), possiblement pel seu caràcter fermament obrer i humil.
A banda del parlar més general de la ciutat, a Palma també existiren altres sociolectes, com ara el parlar dels xuetes o el dels senyors (els botifarres).
Així com a Palma el català començà a conviure amb el castellà (a partir del franquisme per mitjà de qualque família de classe mitjana i alta que abandonava el català i, més tard, per mitjà de la immigració espanyola), el parlar de Palma entrà en un procés de castellanització que, juntament amb el fet que la mobilitat interna a l'illa ha estat molt forta a finals del segle xx, gairebé ha conduït a la mort de tots els trets que el caracteritzaven. Els palmesans començaren a abandonar llurs trets distintius cap a mitjans de segle, i n'hi ha que són difícils de trobar entre parlants nascuts més tard de la dècada dels cinquanta. La major part dels palmesans han adoptat un mallorquí més neutre i, en molts de casos, més castellanitzat.

## Característiques més significatives
- El parlar tradicional de Palma, com el d'altres viles com Manacor, Pollença, Felanitx o Santanyí, les consonants /k/ i /g/ tenen una articulació força més avançada quan van seguides d'una vocal no posterior, és a dir de [i], [e], [ə], [ɛ] i [a]. Així doncs, casa es pronuncia ['cazə] i gat, ['ɟat][1]. Aquest tret s'ha perdut entre la major part dels parlants nascuts a partir de la dècada dels vuitanta.

- Com el parlar d'altres viles com Manacor, Pollença o Inca, el parlar tradicional de Palma no redueix les /o/ en [u] ni tan sols quan apareix /i/ o /u/ a una síl·laba adjacent, en mots com coixí o comú. Encara més, hi ha una gran tendència a obrir les /u/ en [o] en aquests mateixos contexts per ultracorrecció, i així estudiar, fugir, humit o curiós esdevenen estodiar, fogir, homit i coriós[2]. Aquest fenomen encara presenta força vitalitat, fins i tot entre els més joves.

- La /a/ que es troba en contacte amb un o dos sons palatals esdevé [ɛ] en molts de mots, com ara butxaca [bu'tʃɛcə], canya ['cɛɲə], diari [di'ɛɾi], llarg ['ʎɛɾk], quasi ['cɛzi], i viatge [vi'ɛdʒə][3]. Aquest tret encara es pot sentir en qualque mot entre els joves. Per altra banda, el fenomen s'esdevé igual a la vila de Lloret de Vistalegre, i, amb més abast, a la de Sineu.

- La vocal neutra [ə], en contacte amb una consonant palatal, té tendència a tancar-se en [i] en certs mots, com ara esqueixar [əsci'ʃa], ganxet [ɟiɲ'tʃət], galleta [ɟi'ʎətə] o cagar [ci'ʝa]. Aquest fenomen es dona a tota l'illa, però a la capital, tradicionalment, pren més força[4], per bé que es va perdent a les generacions més joves.

- Antigament, a Palma existia una casta d'assimilació que afectava les sibilants seguides de consonant, i així hom deia vaig fer ['va'f:e] i es cap [ə'c:ap]. Aquest fenomen, que no era general, avui ha desaparegut, per bé que ha reaparegut entre els parlants més castellanitzats per influència de les varietats meridionals del castellà[5].

- La /w/ intervocàlica no esdevé [v], com sí que ho fa a bona part de l'illa. Aquest fenomen, a Palma, tradicionalment anava més enllà, i (possiblement per ultracorrecció) es recuperava la /w/ en mots com blaua 'blava', noua 'nova',[6] els possessius meua, teua i seua i, fins i tot, en els imperfets: anaua, cantaua[7]. Aquest fenomen és mal de detectar en parlants nascuts més tard de la dècada dels cinquanta.

- Pronúncia particular de qualque mot: tothom [tu'tɔm] (i no [to'tɔm], com a la resta de l'illa)[8] i els particulars doblers i vostè, que a Palma es pronuncien encara ara amb o oberta àtona: [dɔ'b:es], [vɔs'tə][9].

- Qualque element lèxic particular, com ara sofrit 'ceba tendra', anomenat grell a la resta de l'illa.

## Castellanització
Amb el primer franquisme, en qualque família benestant i en famílies de classe mitjana amb aspiracions d'ascensió social, aparegué la moda de parlar en castellà als fills com a resultat del prestigi de què gaudia el castellà amb el nou règim. Anys més tard, l'arribada de grans onades d'immigració castellanoparlant frenà aquesta moda, atès que aleshores es començà a associar el fet de parlar castellà amb les classes baixes de l'immigració castellanoparlant, però tot plegat deixà un rastre en el parlar d'aquells que havien adoptat un parlar més castellanitzat, de les generacions dels anys seixanta i setanta. Aquest parlar fou conegut amb el nom de parlar bleda, i es caracteritzava, entre diversos trets, pel fet que la l no era velaritzada, com ho és la l catalana, sinó que imitava la castellana.
Avui en dia, aquell primer parlar bleda no s'ha transmès, però això no ha aturat la castellanització. Entre els joves, el ieisme està molt generalitzat, així com la pronúncia de la l sense velaritzar, entre d'altres trets provinents del castellà.